# ظاهراتية

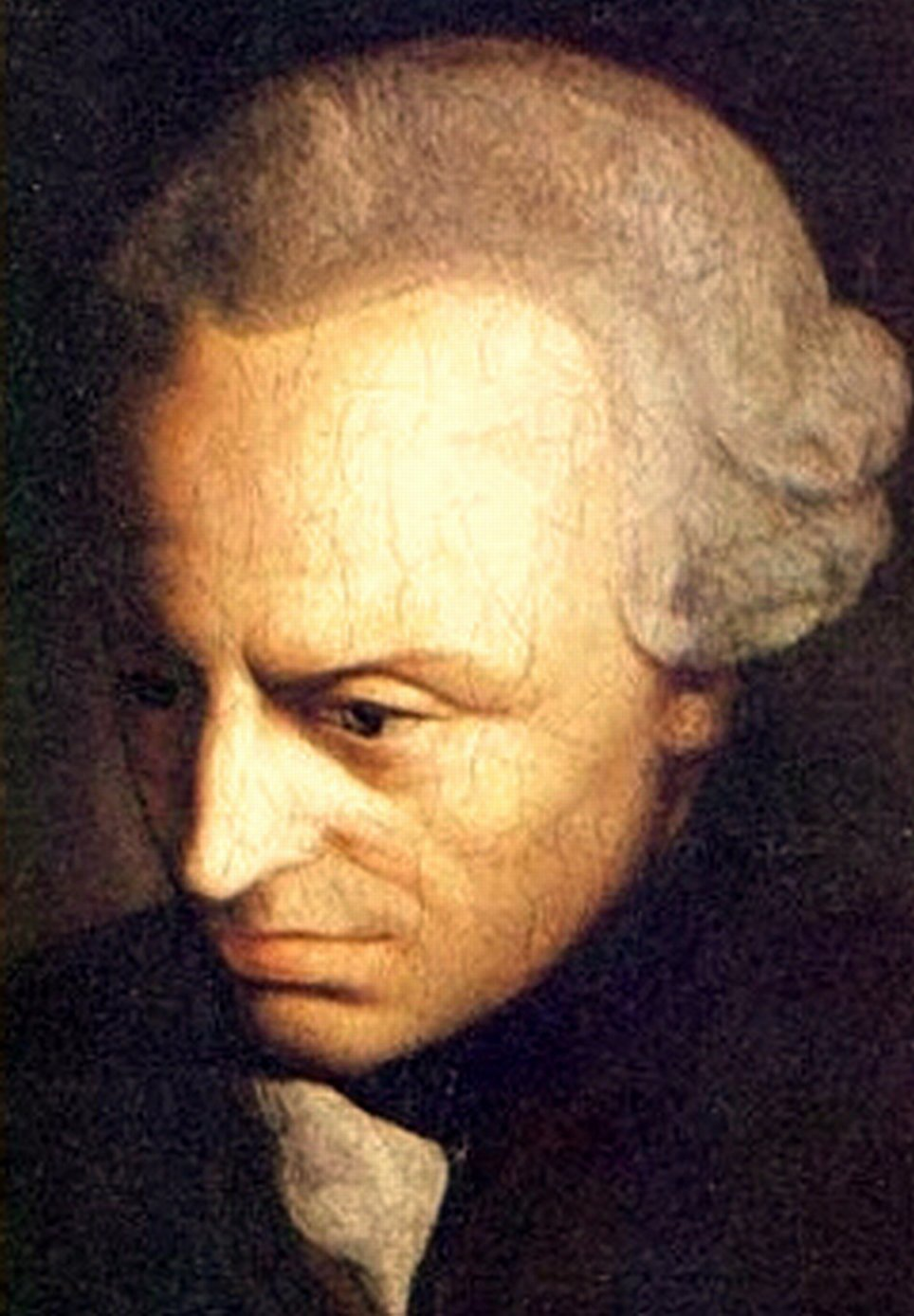

الظاهراتية أو الظواهرية أو الظاهرية (بالإنجليزية: Phenomenalism)، هي وجهة نظر فلسفية تقول بأن الأجسام الفيزيائية لا يمكن بشكل قابل للتبرير القول بأنها موجودة بذاتها (أو بجوهرها)، ولكن فقط كظاهرة مدركة أو كمحفزات محسوسة (مثل الاحمرار والصلادة والطراوة والحلاوة إلخ) تقع في الزمان والمكان الذي يعيش فيه الإنسان. هناك بعض الآراء في الظاهراتية التي تقلص الحديث عن الأجسام الفيزيائية بشكل خاص إلى مجرد "حزم من البيانات الحسية".
تعد الظاهراتية شكلاً جذرياً (ثورياً) من التجريبية، وتعود جذورها كنظرة وجودية للطبيعة إلى جورج بيركلي وآرائه المثالية الذاتية، والتي عمل عليها ديفيد هيوم لاحقاً.

## اقرأ أيضاً
- علم الظواهر (فلسفة)
- تجريبية (فلسفة)
- مثالية
- ظاهراتية مصاحبة